# Valérie Dejardin
Valérie Dejardin (Verviers, 16 maart 1982) is een Belgisch politica voor de PS.

## Levensloop
Dejardin behaalde een licentie en een aggregaat in de geschiedenis en een certificaat in Frans - buitenlandse taal. Ze werd lerares geschiedenis in verschillende beroepsscholen in de streek van Luik. In 2006 ging ze aan de slag op het IPW, het Waalse overheidsinstituut voor cultureel erfgoed, waar ze verantwoordelijk was voor de publicatie van verschillende boeken over het Waalse cultureel erfgoed. In 2011 slaagde ze voor het examen van bureauchef in de stad Verviers en vervolgens was ze tot 2012 directeur van het Belevingscentrum voor Wol en Mode, een historisch museum in Verviers. Van 2019 tot 2024 werkte ze als projectcoördinator voor Ecetia, de intercommunale voor immobiliënbeheer in de provincie Luik. 
Voor de PS werd Valérie Dejardin in oktober 2006 verkozen tot gemeenteraadslid van Limburg. Ze werd onmiddellijk schepen van Jeugd, Cultuur, Erfgoed en Toerisme, een functie die ze vervulde van 2006 tot 2012. Sinds december 2012 is ze burgemeester van de stad.
Ook werd Dejardin in 2007 lid van het nationaal bureau van de PS en werd ze actief in de leiding van de PS-federatie van het arrondissement Verviers, van 2016 tot 2017 als vicevoorzitter en sinds april 2021 als voorzitter. Tevens ging ze aan de slag op verschillende kabinetten van ministers in de Franse Gemeenschapsregering: van 2014 tot 2017 als deskundige en van 2017 tot 2018 als attaché bij Jean-Claude Marcourt en van 2020 tot 2024 als adviseur Onderwijs bij Frédéric Daerden.
Bij de Waalse verkiezingen van mei 2014 stond Dejardin als opvolger op de lijst in het arrondissement Verviers. Van december 2018 tot aan de verkiezingen van mei 2019 zetelde ze voor korte tijd in het Parlement van de Franse Gemeenschap, ter vervanging van het Duitstalige Waals Parlementslid Edmund Stoffels, die niet in deze assemblee mocht zetelen. Ze nam er zitting in de commissie Hoger Onderwijs, Onderzoek en Media, die vanaf januari 2019 tevens bevoegd was voor Onderwijs voor Sociale Promotie.
In mei 2019 was Dejardin niet langer kandidaat voor een parlementair mandaat. Vijf jaar later, bij de Waalse verkiezingen van juni 2024, was zij lijsttrekker in het arrondissement Verviers. Ze werd verkozen en kon bijgevolg in het Waals Parlement en opnieuw in het Parlement van de Franse Gemeenschap zetelen. 